# Clarence Vinson
Clarence Vinson, född 10 juli 1978 i Washington D C, USA, är en amerikansk boxare som tog OS-brons i bantamviktsboxning 2000 i Sydney. Vinson förlorade med 6-18 mot kubanen Guillermo Rigondeaux i semifinalen.